# Assassin's Creed (jogo eletrônico)
Assassin's Creed é um jogo eletrônico de ação-aventura desenvolvido pela Ubisoft Montreal e publicado pela Ubisoft. É o primeiro título da série Assassin's Creed. O jogo foi lançado para PlayStation 3 e Xbox 360 em novembro de 2007. Uma versão para Microsoft Windows intitulada Assassin's Creed: Director's Cut Edition contendo conteúdo adicional foi lançada em abril de 2008.
O enredo se passa em uma história fictícia de eventos do mundo real, ocorrendo principalmente durante a Terceira Cruzada na Terra Santa em 1191. O personagem do jogador é um homem moderno chamado Desmond Miles que, por meio de uma máquina chamada "Animus", revive as memórias genéticas de seu ancestral, Altaïr Ibn-La'Ahad. Por meio desse dispositivo de trama, detalhes emergem sobre uma luta milenar entre duas facções: a Irmandade dos Assassinos (inspirada na Ordem dos Assassinos da vida real), que luta para preservar a paz e o livre arbítrio, e a Ordem dos Templários (inspirada na ordem militar dos Cavaleiros Templários), que acreditam que o controle é necessário para manter a paz. Ambas as facções lutam por artefatos poderosos de origens misteriosas conhecidos como "Peças do Éden" para ganhar vantagem uma sobre a outra. A parte do século XII da história segue Altaïr, um Assassino, que embarca em uma busca para recuperar sua honra após não conseguir recuperar um desses artefatos dos Templários; ele o faz encontrando e assassinando nove alvos em toda a Terra Santa. O jogo inclui um mundo aberto que contém quatro cidades - Massiafe, Jerusalém, Acre e Damasco - e se concentra no uso das habilidades de combate, furtividade e parkour de Altaïr para derrotar inimigos e explorar o ambiente.
O jogo recebeu críticas geralmente positivas, com os críticos elogiando sua narrativa, visual, arte, design e originalidade, embora o jogo também tenha sido criticado pela natureza repetitiva de sua jogabilidade. Assassin's Creed ganhou vários prêmios na E3 em 2006, bem como vários prêmios de fim de ano após seu lançamento. O jogo gerou dois spin-offs: Assassin's Creed: Altaïr's Chronicles (2008) e Assassin's Creed: Bloodlines (2009), que excluem o aspecto moderno e se concentram inteiramente em Altaïr. Uma sequência direta, Assassin's Creed II, foi lançada em novembro de 2009. A sequência continua a narrativa moderna seguindo Desmond, mas apresenta um novo enredo ambientado durante a Renascença italiana no final do século XV, e um novo protagonista, Ezio Auditore da Firenze. Desde o lançamento e sucesso de Assassin's Creed II, jogos subsequentes foram lançados, com vários outros Assassinos e períodos de tempo.

## Jogabilidade
Assassin's Creed é um jogo de ação-aventura ambientado em um ambiente de mundo aberto e jogado a partir de uma perspectiva em terceira pessoa em que o jogador assume principalmente o papel de Altaïr, vivido pelo protagonista Desmond Miles. O objetivo principal do jogo é realizar uma série de assassinatos ordenados por Al Mualim, o líder dos Assassinos. Para atingir esse objetivo, o jogador deve viajar da sede da Irmandade em Massiafe, através do terreno da Terra Santa conhecida como Reino, onde o jogador pode andar a cavalo livremente até uma das três cidades - Jerusalém, Acre ou Damasco - para encontrar o agente da Irmandade naquela cidade. Lá, o agente, além de fornecer um esconderijo, dá ao jogador um conhecimento mínimo sobre o alvo e exige que ele execute missões de reconhecimento adicionais antes de tentar o assassinato. Essas missões incluem espionagem, interrogatório, furto de carteiras e conclusão de tarefas para informantes e companheiros Assassinos. Além disso, o jogador pode participar de vários objetivos colaterais, incluindo escalar torres altas para mapear a cidade e salvar cidadãos que estão sendo ameaçados ou assediados pelos guardas da cidade. Existem também várias "memórias adicionais" que não avançam na trama, como caçar e matar Templários e coletar bandeiras. Após completar cada assassinato, o jogador é devolvido à Irmandade e recompensado com uma arma melhor e/ou atualização antes de ir atrás do próximo alvo ou receber outro conjunto de alvos, com o jogador livre para selecionar a ordem de certos alvos.
O jogador fica ciente de quão perceptível Altaïr é para os guardas inimigos, bem como do estado atual de alerta na área local através do "Ícone de Status Social". Para realizar muitos dos assassinatos e outras tarefas, o jogador deve considerar o uso de ações diferenciadas por seu tipo de perfil. Ações discretas permitem que Altaïr se misture às multidões próximas, passe por outros cidadãos ou execute outras tarefas não ameaçadoras que podem ser usadas para ocultar e reduzir o nível de alerta; o jogador também pode usar a lâmina oculta retrátil de Altaïr para tentar assassinatos discretos. Ações de alto perfil são mais perceptíveis e incluem correr, escalar as laterais dos edifícios para subir a pontos de vantagem mais altos e atacar inimigos; realizar essas ações em determinados momentos pode aumentar o nível de conscientização da área local. Quando a área está em alerta máximo, as multidões correm e se espalham enquanto os guardas tentam perseguir e derrubar Altaïr; para reduzir o nível de alerta, o jogador deve controlar Altaïr para quebrar a linha de visão dos guardas e então encontrar um esconderijo, como um monte de feno ou jardim no telhado, ou misturar-se com os cidadãos sentados em bancos ou estudiosos errantes. Se o jogador não conseguir escapar dos guardas, eles podem revidar usando manobras de esgrima.
A saúde do jogador é descrita como o nível de "Sincronização" entre as memórias de Desmond e Altaïr; caso Altaïr sofra algum dano, isso é representado como um desvio dos eventos reais da memória, ao invés de dano físico. Se toda a sincronização for perdida, a memória atual que Desmond está experimentando será reiniciada no último ponto de verificação. Quando a barra de sincronização está cheia, o jogador tem a opção adicional de usar a "Visão de Águia", que permite que a memória renderizada por computador destaque todos os personagens visíveis em cores correspondentes a se eles são aliados (azul), inimigos (vermelho), neutros (branco), ou mesmo o alvo de seu assassinato (ouro). Devido às memórias de Altaïr serem reproduzidas pelo computador do projeto Animus, o jogador pode experimentar falhas na renderização do mundo histórico, o que pode ajudar o jogador a identificar alvos, ou pode ser usado para alterar o ponto de vista durante as cenas do roteiro do jogo, caso o jogador reaja rápido o suficiente quando elas aparecem.

## Enredo
Em 2012, o barman Desmond Miles (Nolan North) é sequestrado por agentes da Abstergo Industries, o maior conglomerado farmacêutico do mundo, e é levado para sua sede em Roma. Sob a orientação do Dr. Warren Vidic (Philip Proctor) e sua assistente Lucy Stillman (Kristen Bell), Desmond é forçado a participar de uma série de testes em torno do "Animus", uma máquina capaz de traduzir as memórias genéticas de seus ancestrais em uma realidade simulada. Vidic o instrui a reviver os primeiros anos de Altaïr Ibn-La'Ahad (Philip Shahbaz), um membro sênior da Irmandade dos Assassinos durante o tempo da Terceira Cruzada. Sua investigação revela que Altaïr, cego pela arrogância, fracassou em uma tentativa dos Assassinos de recuperar um artefato de seus inimigos jurados, os Cavaleiros Templários, levando à morte de um Assassino e ferindo gravemente outro no processo. Embora Altaïr consiga se redimir parcialmente lutando contra um ataque dos Cruzados liderados pelo grão-mestre Templário Robert de Sablé (Jean-Philippe Dandenaud) na casa base dos Assassinos de Massiafe, seu mentor e superior, Al Mualim (Peter Renaday), rebaixou e ordenou ele a assassinar nove indivíduos a fim de recuperar sua posição e honra anteriores:
- Tamir (Ammar Daraiseh), um comerciante de armas em Damasco que vende armas para os dois lados.
- Garnier de Nablus (Hubert Fielden), o grão-mestre dos Cavaleiros Hospitalários, que conduz experimentos que alteram a mente dos pacientes de seu hospital no Acre.
- Talal (Jake Eberle), o líder de uma gangue de escravistas em Jerusalém.
- Abu'l Nuqoud (Fred Tatasciore), um comerciante pomposo e regente de Damasco que roubava dinheiro para financiar a guerra.
- Guilherme V, Marquês de Monferrato (Harry Standjofski), o cruel e abusivo regente do Acre.
- Majd Addin (Richard Cansino; baseado em Baha ad-Din ibn Shaddad), um tirano que governa Jerusalém por meio do medo.
- Mestre Sibrand (Arthur Holden), o grão-mestre paranóico dos Cavaleiros Teutônicos, que planeja trair os Cruzados.
- Jubair al Hakim (também Tatasciore), um estudioso que usa sua posição para apreender e destruir todo o conhecimento escrito em Damasco.
- Robert de Sablé, que tem aproveitado a Cruzada para promover os próprios objetivos ideológicos dos Templários.

Conforme Altaïr elimina cada alvo, ele descobre que todos os nove são secretamente membros da Ordem dos Templários e que eles estavam conspirando para localizar a "Maçã do Éden", uma relíquia de uma civilização há muito esquecida que dizem possuir poderes divinos. Durante sua tentativa inicial de assassinar Robert em um funeral em Jerusalém, Altaïr é enganado por um engodo, uma jovem agente templária chamada Maria Thorpe (Eleanor Noble), que revela que Robert antecipou que os Assassinos viriam atrás dele e foi negociar uma aliança entre os Cruzados e Sarracenos contra eles. Poupando a vida de Maria, Altaïr alcança Robert no acampamento do Rei Ricardo I (Marcel Jeannin) e expõe seus crimes. Sem saber em quem acreditar, Ricardo sugere um duelo cara-a-cara para decidir a verdade, observando que Deus decidirá o vencedor. Depois que Altaïr o fere mortalmente, Robert confessa que não agiu sozinho, revelando que Al Mualim traiu os Assassinos e, eventualmente, os Templários, procurando a Maçã para si. Voltando a Massiafe, Altaïr encontra Al Mualim usando a Maçã para controlar os habitantes e os outros Assassinos. Com a ajuda de vários Assassinos trazidos como apoio, Altaïr invade a cidadela e confronta seu mentor nos jardins. Usando a Maçã, Al Mualim batalha seu aprendiz com ilusões antes de recorrer ao combate individual. Altaïr o esfaqueia com sua lâmina oculta e tenta destruir a Maçã, mas em vez disso, desbloqueia um mapa secreto que revela a localização de inúmeras outras Peças do Éden ao redor do mundo.
No presente, os Assassinos lançam um ataque malsucedido às instalações da Abstergo para resgatar Desmond, resultando na maioria deles sendo mortos. Depois de completar as memórias de Altaïr, Vidic revela a Desmond que a Abstergo é a encarnação moderna dos Templários, buscando encontrar as Peças do Éden restantes. Com Desmond tendo sobrevivido a sua utilidade, os superiores de Vidic se preparam para matá-lo, mas Lucy, que está implícita em ser uma toupeira para os Assassinos, os convence a mantê-lo vivo para mais testes. Desmond é deixado sozinho em seu quarto, onde descobre estranhos desenhos na parede que predizem um evento catastrófico que exterminará a humanidade.

## Desenvolvimento
Após completar o jogo Prince of Persia: The Sands of Time perto do final de 2003, Patrice Désilets recebeu instruções para iniciar o trabalho no próximo jogo de Prince of Persia, com planos de lançá-lo nos consoles de sétima geração. Como a Microsoft e a Sony ainda não tinham revelado seus próximos consoles, o desenvolvimento inicial do jogo a partir de janeiro de 2004 tinha como alvo o título para o PlayStation 2, seguindo a mesma abordagem linear que The Sands of Time tinha adotado. Conforme mais informações surgiram sobre as capacidades dos consoles de próxima geração até setembro de 2004, a equipe de Désilets considerou expandir a jogabilidade acrobática do Prince of Persia para um mundo aberto que seria viável nos sistemas mais novos.
Désilets queria afastar-se do protagonista sendo um príncipe simplesmente esperando pelo início de seu reinado, mas sim um personagem que desejava se esforçar para se tornar um rei. Ele encontrou um de seus livros universitários sobre sociedades secretas e seu primeiro material relacionado à Ordem dos Assassinos, e reconheceu que poderia ter o protagonista do jogo como o segundo mais alto Assassino, buscando ser o líder do grupo. O jogo começou a ser desenvolvido sob o título Prince of Persia: Assassin, ou Prince of Persia: Assassins, inspirado na vida de Hassan-i Sabbah e fazendo uso intenso do romance Alamut de Vladimir Bartol. O personagem Assassino foi desenvolvido ao longo dos três anos de desenvolvimento do jogo de forma iterativa. A equipe tinha alguma ideia de como o personagem se vestia a partir de Alamut e de outras obras históricas, com trajes brancos e um cinto vermelho, mas teve que imaginar como detalhar isso no jogo. Um dos primeiros esboços conceituais, feito pelo animador Khai Nguyen, sugeriu o conceito de uma ave de rapina, que ressoou com a equipe. O Assassino foi nomeado Altaïr, que significa "ave de rapina" em árabe, e imagens de águias foram usadas intensamente em conexão com os Assassinos. A equipe tomou algumas abordagens criativas para alcançar objetivos narrativos e contornar as limitações técnicas dos consoles. Altaïr deveria ser um personagem heroico com um toque de atitude, e o artista emprestou elementos do personagem Storm Shadow de G.I. Joe, um herói com habilidades semelhantes. Renderizar túnicas longas e fluídas era impossível no hardware mais recente, então eles encurtaram a túnica e deram a ela um visual mais "emplumado", ressoando com a imagem da ave de rapina. Rotas semelhantes foram adotadas com outras partes da jogabilidade para tomar liberdades com a precisão a fim de tornar o jogo divertido de jogar. A equipe queria que os movimentos de parkour de Altaïr parecessem críveis, mas sacrificou o realismo em prol do valor da jogabilidade, permitindo que o jogador fizesse manobras que de outra forma pareceriam impossíveis na vida real. Saltar de locais altos para pilhas de feno e usar pilhas de feno para se esconder de guardas era um conceito semelhante emprestado de filmes de Hollywood; Désilets observou que Alamut descrevia ações semelhantes que os Assassinos haviam empreendido.
Para impulsionar a história, a equipe teve que elaborar um objetivo comum que tanto os Assassinos quanto os Templários estavam procurando. Philippe Morin sugeriu usar a maçã do Éden, o que a equipe inicialmente achou engraçado todos brigarem por uma maçã; no entanto, ao pesquisarem, a equipe descobriu que muitas pinturas medievais da realeza e de outros líderes seguravam objetos esféricos semelhantes a um orbe, que representavam poder e controle, e reconheceram que um artefato chamado Maçã do Éden se encaixaria bem nesse conceito.
Dentre esse trabalho, surgiu a ideia do Animus, que surgiu depois que a equipe decidiu focar nos Assassinos. A equipe considerou que o jogador viajaria por várias cidades e potencialmente recontaria inúmeros assassinatos ao longo dos últimos mil anos, incluindo notáveis como o de John F. Kennedy, o que exigiria viagem no tempo. Désilets tinha assistido a um programa sobre DNA e história humana, e foi inspirado pela ideia de que o DNA poderia armazenar memórias humanas, então eles poderiam ter uma máquina dentro do jogo que poderia ser usada para saltos no tempo e localização, além de explicar outros aspectos da interface do usuário do jogo. Désilets considerou isso semelhante ao que eles tinham estabelecido em The Sands of Time. Lá, o jogo efetivamente é uma história contada pelo Príncipe, e, durante o jogo, se o personagem do jogador morrer, isso é tratado como uma narrativa errada da história do Príncipe, permitindo que o jogador recue e tente novamente um segmento do jogo. O departamento de marketing da Ubisoft não estava muito entusiasmado com a ideia do Animus, acreditando que os jogadores ficariam confusos e decepcionados por o jogo não oferecer uma experiência verdadeiramente medieval. Devido a isso, o primeiro trailer do jogo exibido na Electronic Entertainment Expo (E3) de 2006 concentrou-se fortemente em elementos medievais. Em materiais de marketing posteriores, mais próximos do lançamento do jogo, insinuaram de forma mais direta os elementos de ficção científica do jogo.

### Design
O trabalho inicial no jogo visava expandir vários sistemas de Prince of Persia para o conceito de mundo aberto, com uma equipe de 20 pessoas na Ubisoft Montreal. Um novo motor de jogo de próxima geração, o motor Scimitar, foi criado para dar suporte ao mundo aberto, embora tenha levado cerca de dois anos para ser concluído, período durante o qual a equipe utilizou o motor de Sands of Time para o desenvolvimento; o Scimitar eventualmente foi renomeado para AnvilNext e foi utilizado na maioria dos jogos seguintes da série Assassin's Creed e em outros títulos da Ubisoft. Elementos como escalada em paredes foram tornados mais fluidos, e a equipe trabalhou para suavizar outras sequências de animação; grande parte das melhorias nesse aspecto vieram do programador Richard Dumas e do animador Alex Drouin, ambos dos quais haviam trabalhado juntos nos mesmos elementos em Sands of Time. Designers de níveis e artistas que recriavam estruturas históricas tiveram que trabalhar juntos para garantir que praticamente todos os prédios pudessem ser escaláveis, ao mesmo tempo mantendo as aparências históricas do jogo. Isso também os ajudou a transmitir ao jogador a sensação de ter o máximo de liberdade possível dentro do jogo, um conceito que havia sido originado pelo sucesso da série Grand Theft Auto.
Ao contrário de Prince of Persia, onde o caminho geral que o jogador percorre em um nível é predefinido, a abordagem de mundo aberto deste jogo exigiu que eles criassem cidades que parecessem realistas e precisas de acordo com informações históricas, mas nas quais o jogador tivesse total liberdade para escalar e explorar. Fora de edifícios especiais, eles moldaram suas cidades como tijolos de Lego, com uma segunda passagem para suavizar as formas das cidades para auxiliar na localização de caminhos e em outros aspectos da inteligência artificial dos inimigos. Para incentivar o jogador a explorar, eles incluíram várias torres que ajudam a revelar partes do mapa. Historicamente, essas cidades tinham torres marcantes, e inspirados nelas, os desenvolvedores as incorporaram ao mapa, tornando-as pontos de interesse e desafios para os jogadores se motivarem a escalá-las. Outro fator era guiar o jogador e elaborar missões que ainda dessem liberdade para o jogador decidir como abordá-las, mas ainda criassem momentos específicos que eles queriam que o jogador experimentasse. Para esses casos, eles usaram animações simples desenvolvidas no Adobe Flash para estabelecer os fundamentos das ações desejadas e, em seguida, criaram níveis e missões com base nelas.
Conforme começaram a reconhecer a necessidade de cidades neste jogo de mundo aberto, Désilets queria garantir que eles também fossem capazes de simular multidões grandes, já que isso tinha sido um fator limitante devido às limitações de hardware durante o desenvolvimento de The Sands of Time; com o hardware do PlayStation 2, eles só podiam suportar até oito personagens na tela para The Sands of Time, mas o hardware de próxima geração conseguia suportar até 120 pessoas. Ter multidões no jogo também levou ao conceito de stealth social, onde o personagem principal poderia se misturar na multidão, além de se manter fora de vista nos telhados. Désilets tinha uma formação em atuação e um elemento que ele incorporou ao jogo foi fazer com que o jogador sentisse que estava controlando partes de um boneco, de modo que o personagem parecesse mais humano. Isso levou ao uso de ações de alto e baixo perfil na jogabilidade, que parcialmente expressava as emoções do personagem e permitia que o jogador continuasse controlando o personagem durante as cutscenes do jogo.
As fundamentais da jogabilidade foram completadas em nove a doze meses, e mais um ano foi gasto a aprimorá-lo antes de apresentarem o jogo aos executivos da Ubisoft em Paris. Jade Raymond foi trazida em finais de 2004 para servir como produtora do jogo, auxiliando no crescimento da equipe e na direção do jogo. De finais de 2005 a inícios de 2006, após quase dois anos de desenvolvimento, o conceito de Prince of Persia: Assassins tinha o Príncipe titular do jogo controlado por IA, supervisionado pelo Assassino controlado pelo jogador que servia como guarda-costas do Príncipe e o resgatava de várias situações. A administração da Ubisoft e o desenvolvimento tiveram debates sobre essa direção; a administração da Ubisoft queria outro jogo na franquia Prince of Persia e não estava interessada em lançar um jogo com esse nome onde o príncipe não fosse o personagem principal. A equipe de desenvolvimento contrapôs com a ideia de que, com uma nova geração de consoles, eles poderiam potencialmente transformá-lo em uma nova propriedade intelectual. Perto da Game Developers Conference de 2006, a equipe de marketing da Ubisoft teve a ideia de nomear o jogo para Assassin's Creed, o que Désilets reconheceu que se encaixava perfeitamente com os temas em que estavam trabalhando, incluindo a ligação com o credo dos Assassinos de que "nada é verdade; tudo é permitido". O personagem príncipe foi descartado, e o jogo se concentrou exclusivamente no assassino como o personagem jogável.
Após a apresentação na E3 de 2006 e a mudança de nome para Assassin's Creed, a equipe da Ubisoft Montreal cresceu para apoiar o último ano de desenvolvimento do jogo, contando com até 150 pessoas ao final do processo. Membros adicionados à equipe incluíram aqueles que haviam acabado de concluir a produção de Prince of Persia: The Two Thrones, assim como ex-funcionários que haviam sido recentemente demitidos da Gameloft, outra publicadora de propriedade do co-fundador da Ubisoft, Michel Guillemot. O motor Scimitar foi concluído, permitindo à equipe transferir seu trabalho e aprimorar detalhes e ativos artísticos.
Segundo Charles Randall, o principal desenvolvedor de IA para os sistemas de combate do jogo, inicialmente o jogo era baseado apenas nas missões principais de assassinar os alvos principais e não possuía missões secundárias. Cerca de cinco dias antes de enviarem a versão final do software para produção em massa, foram contatados pelo CEO, que disse que seu filho tinha jogado o jogo, achou-o entediante e lhes deu uma ordem para adicionar missões secundárias. A equipe passou os próximos cinco dias correndo para adicionar rapidamente as missões secundárias de coleta para dar mais profundidade ao jogo e garantir que estivessem livres de bugs para cumprir o prazo de produção em massa. Embora alguns bugs tenham passado despercebidos, eles, de modo geral, alcançaram esse objetivo.

### Dublagem
Em 28 de setembro de 2006, em uma entrevista à IGN, a produtora Jade Raymond confirmou que Altaïr é "um assassino medieval com um passado misterioso" e que ele não é um viajante do tempo. Em uma entrevista posterior em 13 de dezembro de 2006, também à IGN, Kristen Bell, que emprestou sua voz e aparência ao jogo, falou sobre o enredo. De acordo com a entrevista, o enredo gira em torno de memória genética e de uma corporação em busca dos descendentes de um assassino.
"Na verdade, é realmente interessante para mim. É meio que baseado na pesquisa que está ocorrendo atualmente, sobre o fato de que seus genes talvez possam guardar memórias. E você pode argumentar sobre semântica e dizer que é instinto, mas como um passarinho sabe que deve comer uma minhoca em vez de uma barata, se seus pais não mostram a ele? E trata-se dessa empresa de ciências tentando, ao estilo Matrix, entrar nos cérebros das pessoas e descobrir um ancestral que costumava ser um assassino, e meio que localizar quem é essa pessoa."— Kristen Bell, 2006
O ator Philip Shahbaz dá voz a Altaïr, cujo rosto é modelado a partir de Francisco Randez, um modelo de Montréal. O personagem Al Mualim é vagamente baseado em Rashid ad-Din Sinan, que em 1191 foi o líder do ramo sírio dos Hashshashin no estado Nizari Ismaili e ficou apelidado de "O Velho da Montanha". Em Assassin's Creed: Altaïr's Chronicles, Al Mualim foi chamado de Sinan. Em 22 de outubro de 2007, em uma entrevista à IGN Austrália, Patrice Désilets mencionou que as sequências de escalada e corrida do personagem principal foram realizadas por "Alex e Richard - os mesmos caras de Prince of Persia".

## Lançamento
O jogo foi lançado para PlayStation 3 e Xbox 360 em 13 de novembro de 2007 na América do Norte, em 16 de novembro na Europa e em 21 de novembro na Austrália e Nova Zelândia.
Em abril de 2008, foi divulgado que Assassin's Creed seria vendido digitalmente e estaria disponível para pré-venda através da distribuição de software da Valve, a Steam. A versão para PC de Assassin's Creed foi lançada na América do Norte em 8 de abril de 2008. Quatro tipos de missões bônus, não presentes nas versões de console, estão incluídos. Essas quatro missões são assassinato de arqueiro, desafio de corrida em telhados, desafio de destruição de bancas de mercadores e desafio de escolta. Devido a essas quatro missões exclusivas disponíveis apenas no PC, foi lançado e vendido sob o nome de Director's Cut Edition.
Uma versão pirateada do jogo existe desde o final de fevereiro de 2008. A Ubisoft inseriu intencionalmente um bug de computador na versão pré-lançamento para fazer o jogo travar de forma imprevisível e impedir a conclusão como medida de segurança; no entanto, os jogadores conseguiram usar conteúdo extra disponível na internet para contorná-lo. A versão pirateada de Assassin's Creed foi um dos títulos mais populares para pirataria durante a primeira semana de março de 2008. A presença do bug e o desempenho da versão pirateada do jogo acreditava-se que levariam a um "prejuízo irreparável" para o jogo e resultaram em baixas vendas no varejo; o NPD Group relatou que 40.000 cópias do título para PC foram vendidas nos Estados Unidos em julho, enquanto mais de 700.000 cópias foram baixadas ilegalmente, segundo a Ubisoft. Em julho de 2008, a Ubisoft processou a fabricante de discos Optical Experts Manufacturing, acreditando que a empresa era a fonte do vazamento, citando procedimentos de segurança inadequados que permitiram a um funcionário sair com uma cópia do jogo.
Uma versão do jogo sem gerenciamento de direitos digitais (DRM) foi posteriormente criada pela GOG.com, uma loja de distribuição digital e subsidiária da CD Projekt e da CD Projekt Red. Está disponível na loja GOG e no GOG Galaxy. Em 10 de julho de 2007, durante a conferência de imprensa da E3 da Microsoft, foi mostrada uma demonstração passada em Jerusalém. As funcionalidades que foram demonstradas incluíram mecânicas de multidão aprimoradas, o sistema de perseguição (perseguindo um alvo que tenta fugir) e aspectos mais profundos do parkour. Esta foi a primeira vez em que Altaïr pôde ser ouvido falando. Foi novamente apresentado por 20 minutos em 11 de julho de 2007. Um vídeo mostrou uma versão estendida da demonstração da E3 e incluiu Altaïr tentando escapar depois de assassinar Talal, o traficante de escravos.

## Música
Jade Raymond, a produtora de Assassin's Creed, disse: "Para Assassin's Creed, queríamos que a trilha sonora capturasse a atmosfera sombria da guerra medieval, mas também fosse moderna e contemporânea." A trilha musical foi composta por Jesper Kyd em 2007. Seis faixas foram disponibilizadas online para aqueles que compraram o jogo; uma senha foi fornecida para que as pessoas a inserissem na seção de trilha sonora do site da Ubisoft. A trilha sonora está disponível em várias lojas de música online. Várias faixas também estão disponíveis no MySpace de Kyd e em seu site oficial. As faixas lançadas possuem o coro latino arcaico e música orquestral sombria, enquanto "Meditation Begins" apresenta uma espécie de Saltarello com uma atmosfera muito sinistra e sombria, com homens sussurrando em latim. A atmosfera dessas faixas é pelo que Jesper Kyd é conhecido e é eficaz in situ.
| Trilha sonora de Assassin's Creed |                              |         |  |
| N.º                               | Título                       | Duração |  |
| 0.                                | Sem título                   | 3:43    |  |
| 1.                                | "City of Jerusalem"          | 3:11    |  |
| 2.                                | "Flight Through Jerusalem"   | 3:39    |  |
| 3.                                | "Spirit of Damascus"         | 1:31    |  |
| 4.                                | "Trouble in Jerusalem"       | 4:04    |  |
| 5.                                | "Acre Underworld"            | 3:24    |  |
| 6.                                | "Access the Animus"          | 9:34    |  |
| 7.                                | "Dunes of Death"             | 1:46    |  |
| 8.                                | "Masyaf in Danger"           | 3:43    |  |
| 9.                                | "Meditation Begins"          | 2:47    |  |
| 10.                               | "Meditation of the Assassin" |         |  |
| 11.                               | "The Bureau"                 | 3:12    |  |

1. ↑  Embora a música "The Chosen (Assassin's Creed)" de Intwine com a participação de Brainpower tenha sido criada como contribuição para o jogo, ela não foi incluída no jogo nem em sua trilha sonora. Outras músicas usadas em prévias e trailers, como "Teardrop" de Massive Attack e "Lonely Soul" de UNKLE, também não estão presentes na trilha sonora.

## Recepção
Assassin's Creed recebeu críticas "geralmente favoráveis" dos críticos de acordo com o Metacritic, um agregador de análises. A Famitsu concedeu à versão Xbox 360 de Assassin's Creed uma nota de 36 (9, 9, 9, 9) e à versão PlayStation 3 uma nota de 37 (10, 8, 9, 10) de um total de 40, elogiando positivamente a história, a apresentação e a acrobacia, enquanto criticava o combate de um botão, a disposição do mapa e problemas de câmera. A Game Informer deu a Assassin's Creed uma nota de 9.5 de 10, elogiando o esquema de controle, o valor de replay e a história intrigante, e expressando frustração com as missões repetitivas de coleta de informações. No programa The Hotlist da ESPNews, Aaron Boulding da ESPN chamou o conceito de furtividade social do jogo de "bastante original" e acrescentou: "Visualmente, os desenvolvedores acertaram em cheio." A GameTrailers elogiou a história (dando uma nota 9.7 para a história), e também citou a jogabilidade repetitiva e a IA ruim como algo que limitou seu potencial. Eles escreveram que "Assassin's Creed é um daqueles jogos que abre novos caminhos, mas falha em acertar alguns fundamentos." O jogo também recebeu uma nota 10 de 10 da GamesRadar, assim como da PlayStation: The Official Magazine. Segundo a GamePro, é uma das "experiências de jogo mais finas já criadas" se alguém estiver disposto a ter paciência devido à falta de ação acelerada. Kevin VanOrd da GameSpot deu uma nota 9 de 10, afirmando que "a maior alegria vem dos menores detalhes, e para cada batalha de nervos, há um momento tranquilo que toca o coração e a alma do jogo."
Embora ainda tenham atribuído pontuações decentes ao jogo, várias publicações mencionaram várias deficiências significativas. Michael Donahoe da 1Up.com deu um B- para o conceito da história, mas sentiu que mais poderia ter sido feito, escrevendo "é evidente que essas ideias grandiosas podem ter sido um pouco demais para dominar logo de cara... pelo menos o alicerce está lançado para uma sequência matadora." O Eurogamer afirmou que a jogabilidade "nunca evolui e, em última análise, torna-se um pouco entediante e surpreendentemente repetitiva." Darren Wells da Hyper elogiou o jogo por sua "ótima história, ótimos gráficos e controles intuitivos". Ao mesmo tempo, ele criticou por "algumas missões que não parecem se encaixar bem no PC e seu sistema de menu confuso." Hilary Goldstein da IGN deu ao jogo um 7.5/10 ("Bom"), afirmando que "uma história fraca, elementos de jogabilidade repetitivos e uma IA ruim levam à queda de um dos jogos mais promissores da memória recente." Por outro lado, ele elogiou as animações de combate e o mecanismo de escalada, e admirou como a Ubisoft retratou com precisão as principais cidades de Jerusalém, Acre e Damasco em relação às suas contrapartes na vida real. Na análise mista de Andrew P. para a Electronic Gaming Monthly, ele escreveu que o jogo apresenta "um desafiador caminho de fuga de parkour", e embora intrigante, é "um modelo incompleto baseado em vários outros jogos".

### Prêmios
Assassin's Creed ganhou vários prêmios na E3 de 2006. A Game Critics concedeu o prêmio de "Melhor Jogo de Ação/Aventura"; "Melhor Jogo de Ação", "Melhor Jogo do Show para PS3", "Melhor Jogo de Ação para PS3" e "Melhores Gráficos para PS3" da IGN; "Melhor Jogo do Show para PS3" da GameSpot e GameSpy; "Melhor do Show" da GameTrailers; e "Melhor Jogo para PS3" da 1UP.com. Assassin's Creed foi indicado para vários outros prêmios pela Xplay, assim como pelo Spike TV. Ele foi listado pela Game Informer como o 143º em sua lista dos 200 melhores jogos de todos os tempos. Também recebeu o prêmio de escolha do editor da GameSpot. Em dezembro de 2015, a Game Informer classificou-o como o terceiro melhor jogo da série Assassin's Creed até aquela data.

### Vendas
As vendas de Assassin's Creed foram declaradas pela editora como tendo "superado em muito" suas expectativas. No Reino Unido, Assassin's Creed estreou em primeiro lugar, superando Call of Duty 4: Modern Warfare, da Infinity Ward, do topo; a maioria das vendas de estreia foi para o Xbox 360, que representou 67% das vendas totais do jogo. Os lançamentos para Xbox 360 e PlayStation 3 de Assassin's Creed receberam cada um um prêmio de vendas de platina da Entertainment and Leisure Software Publishers Association, indicando vendas de pelo menos 300.000 cópias por versão no Reino Unido. Em 16 de abril de 2009, a Ubisoft revelou que o jogo havia vendido 8 milhões de cópias.

## Sequências
Uma prequela do jogo, intitulada Assassin's Creed: Altaïr's Chronicles, desenvolvida pela Gameloft, foi lançada em 5 de fevereiro de 2008 para o Nintendo DS. Uma versão de Assassin's Creed: Altaïr's Chronicles também foi lançada para o iPhone e o iPod Touch, além de Java ME em 23 de abril de 2009, bem como para o Palm Pre.
Assassin's Creed II foi lançado nos Estados Unidos e Canadá em 17 de novembro de 2009, e na Europa em 20 de novembro de 2009.